# Issapaloptera
Issapaloptera – wymarły rodzaj owadów z rzędu Miomoptera i rodziny Permembiidae, obejmujący tylko jeden znany gatunek: Issapaloptera infracta.
Rodzaj i gatunek opisane zostały w 2013 roku przez Aleksandra Rasnicyna i Daniła Aristowa. Jedyna znana skamieniałość odnaleziona została na terenie obwodu wołogodzkiego w Rosji i pochodzi piętrze siewierdowinianu (wucziaping w permie).
Owad ten miał przednie skrzydła długości około 11,5 mm. Cechowały się one prostą przednią krawędzią, jasną błoną z zabarwionymi żyłkami poprzecznymi, przestrzenią kostalną u nasady sektora radialnego 1,6 raza szerszą od przestrzeni subkostalnej oraz pośrodkowo pogrubioną żyłką subkostalną, łączącą się w odsiebej ćwiartce skrzydła z żyłką kostalną. Przednie odgałęzienia żyłki subkostalnej były proste i rzadko rozmieszczone. Sektor radialny brał początek w nasadowej ćwiartce skrzydła i dalej rozdwajał się, a tuż za wysokością jego nasady żyłka medialna dzieliła się na nierozgałęzioną przednią i rozgałęzioną tylną. Przestrzeń między żyłkami medialnymi była nieco szersza niż przestrzeń między żyłkami kubitalnymi i opatrzona dwoma rzędami komórek.